# Корниш, Маркус
Маркус Корниш — современный британский скульптор. После получения диплома с отличием в скульптуре в Камберуэлле школе искусств, он пошёл дальше, чтобы получить степень магистра искусств в Королевском колледже искусств. Стипендия позволила ему некоторое время жить в Индии, и изучать творчество традиционных Анаярских гончарных священников. Также его магистерская диссертация была о его работе над терракотовыми лошадьми для Анаярского храма в Тамил Наду. В 1993 году он был избран членом Королевского британского общества скульпторов.
Некоторое время он был официальным художником в гастрольном туре с британской армией в Косово, также в дипломатическом туре по Восточной Европе его королевского высочества принца Уэльского. Он является академическим членом правления, и иногда репетитором в Королевской школе искусств — благотворительный фонд, основанный его королевским высочеством принцем Уэльским, который предоставляет широкий спектр курсов, ориентированных на рисунок и живопись.

## Работы

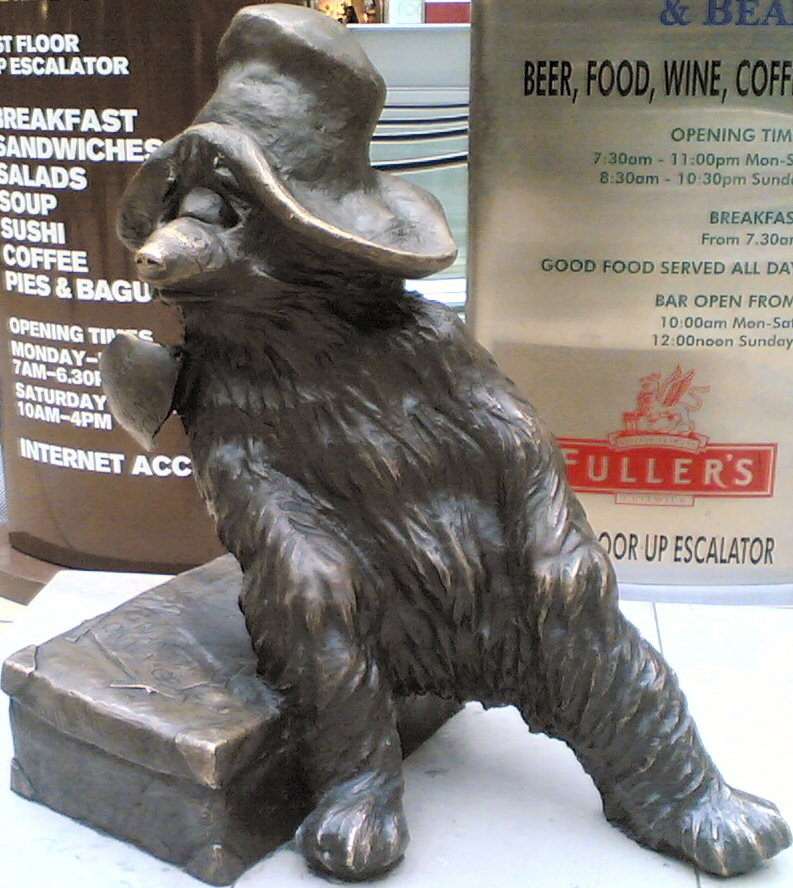
Медвежонок Паддингтон (Paddington Bear)

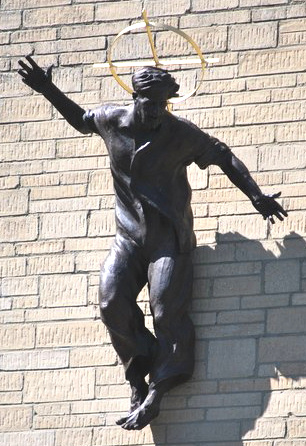
Иисус в джинсах (Jesus in Jeans)

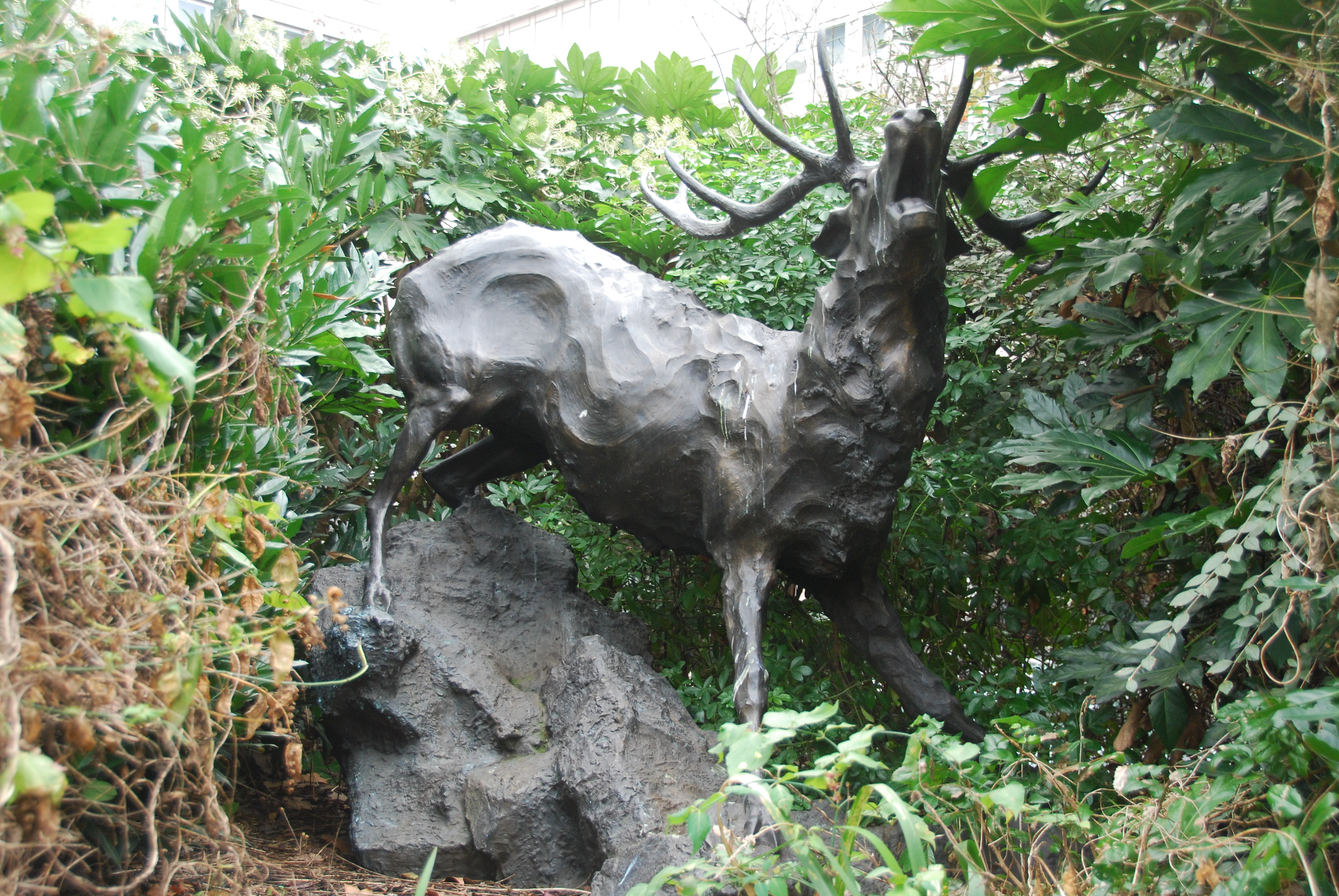
Олень (The Stag), Сент-Джеймс-сквер, Лондон

В 2000 году он создал бронзовую скульптуру вымышленного медвежонка Паддингтона в натуральную величину, которая стоит на станции Паддингтон в Лондоне.
Он был нанят застройщиком, чтобы создать пять бронзовых статуй шотландских диких животных. Одна из них, больше, чем в натуральную величину статуя оленя, была помещена в Сент-Джеймс-сквер, Лондон, в 2002 году.
В 2004 году он был вовлечён в совместный проект по созданию мемориала кавалеров креста Виктории и медалей Георгиевского креста, который был установлен в Колонном зале в Министерстве обороны главного здания в Уайтхолле, Лондон и открыта 2 ноября 2004. Мемориальный комплекс представляет собой витраж, разработанный и созданный Рейчел Фостер и Иствудской Старшей Городской Художественной Инициативой (Eastwood Senior Citizens Art Project Enterprise (ESCAPE)), и 16 метровой бронзовой колонны, из которой вытекают, в верхней части, мощная фигура, «Мужества», разработана и создана Маркусом Корнуолла.
В 2005 году он был скульптором в резиденции в Музее Лондона, и впоследствии выставлял глиняные и гипсовые скульптуры, которые он создал на основе своих наблюдений и опыта, под названием «Impressions from a London Seam».
В 2008 году ему было поручено создать скульптуру Святого Иоанна Богослова для приходской церкви в Суссексе. Открытие статуи состоялось 11 января 2009 года епископом Кираном Конри.
В 2008—2009 годах ему было поручено создать бронзовую статую Иисуса Христа в честь 50-летия Our Lady Immaculate и Святого Филиппа Нери Католической Церкви в Акфилде, Восточный Сассекс. Статуя, которая была установлена на фасаде церкви в мае 2009 года, представляет собой очень современная фигура, одетую в рубашку и свободные брюки. СМИ сразу окрестили его «Иисус в джинсах».